# Karl Großmann (Kunsthistoriker)
Karl Großmann (* 14. Februar 1876 in Dresden als Carl Ludwig Großmann; † 5. August 1945 ebenda) war ein deutscher Kunsthistoriker und Museumsdirektor.

## Leben und Wirken
Er war der Sohn eines Fabrikdirektors. Nach dem Schulbesuch der Annenschule und des Wettiner Gymnasiums studierte er Kunstgeschichte und wurde zum Dr. phil. promoviert. Zunächst wurde er 1905 in Köln wissenschaftlicher Hilfsarbeiter am Wallraf-Richartz-Museum. 1906 wurde er daraufhin in München Assistent an der Bayerischen Graphischen Sammlung. 1914 kehrte er in seine Geburtsstadt Dresden zurück, wo er Direktorial-Assistent an den Städtischen Sammlungen wurde. Ab 1919 war Großmann als 2. Direktor des Stadtmuseums Dresden (neben Paul Ferdinand Schmidt, der 1924 entlassen wurde) und ab 1924 als 1. Direktor der Städtischen Sammlungen tätig. Er richtete die Sammlungen speziell auf bürgerliche Kunst und Stadtgeschichte aus und trat in der Zeit des Nationalsozialismus mit politisch motivierten Ausstellungen ganz im Sinne des Nationalsozialismus hervor. Bekanntlich entwickelte sich Dresden in dieser Zeit durch den „Sonderauftrag Linz“ zu einem der zentralen Orte des europaweiten NS-Kunstraubs.
Das Stadtmuseum befand sich damals im Erdgeschoss des Neuen Rathauses in Dresden. Er hat in den dortigen engbegrenzten Räumlichkeiten und mit beschränkten Geldmitteln u. a. ein Gedenkzimmer für Ludwig Richter und Otto Richter eingerichtet, worin Teile der Hinterlassenschaft beider Dresdner Meister wohnlich aufgestellt worden waren.

## Schriften (Auswahl)
- Der Zwinger zu Dresden. 1910.
- Das Stadtmuseum. In: Das Buch der Stadt Dresden. 1926, S. 89 ff.
- Die Kunst- und Antiquitätenhandlung M. Salomon. 1928.
- Die Buchhandlung v. Zahn & Jaensch. 1928.
- (Hrsg.): Sachsen. 1000 Jahre deutscher Kultur. Deutscher National Verlag, Berlin und München um 1929.